# Juillet 1858

## Événements
- En France, ouverture de la première gare de chemin de fer à Perpignan.

- 1er juillet : ouverture de l'asile de Bracqueville (futur hôpital Marchant) à Toulouse.

- 20 - 21 juillet : entrevue de Plombières. Napoléon III rencontre Camillo Cavour (président du Conseil italien) dans une entrevue secrète (à l'insu même des ministres) à Plombières-les-Bains (Vosges), en vue de favoriser l'unité italienne contre l'Autriche. Le Piémont annexerait les territoires autrichiens (Lombardie et Vénétie), Parme, Modène, le nord des États de l’Église. La Toscane intégrerait l’Italie centrale. L’État du pape serait réduit aux environs de Rome, et le pape recevrait la présidence de la confédération italienne. En échange de son soutien, la France recevrait Nice et le duché de Savoie.

- 25 juillet : libération des paysans des apanages (domaines de la famille impériale) en Russie.

## Naissances
- 7 juillet :
  - Jacques Drogue (mort le 30 décembre 1901), peintre, illustrateur français
  - René Butaye (mort le 27 janvier 1929), prêtre jésuite belge, missionnaire au Congo belge
  - Albert Delatour (mort en 1938), économiste français
  - Raymond Bergougnan (mort le 6 septembre 1942), industriel français
- 16 juillet : Eugène Ysaÿe, violoniste belge († 12 mai 1931).
- 21 juillet : Lovis Corinth, peintre allemand († 17 juillet 1925).

## Décès
- António José Patrício, peintre portugais (° 28 août 1827).